# قصر توديسكو
قصر توديسكو (Palais Todesco) قصر يقع في فيينا، بنته عائلة توديسكو الأرستقراطية. من بين ساكنيه كانت البارونة صوفي فون توديسكو صاحبة أحد الصالونات الشهيرة، التي كانت ملتقى للفنانين والمثقفين في فيينا. أصبح القصر المقر الرئيسي لحزب الشعب النمساوي بين عامي 1947 و 1995.

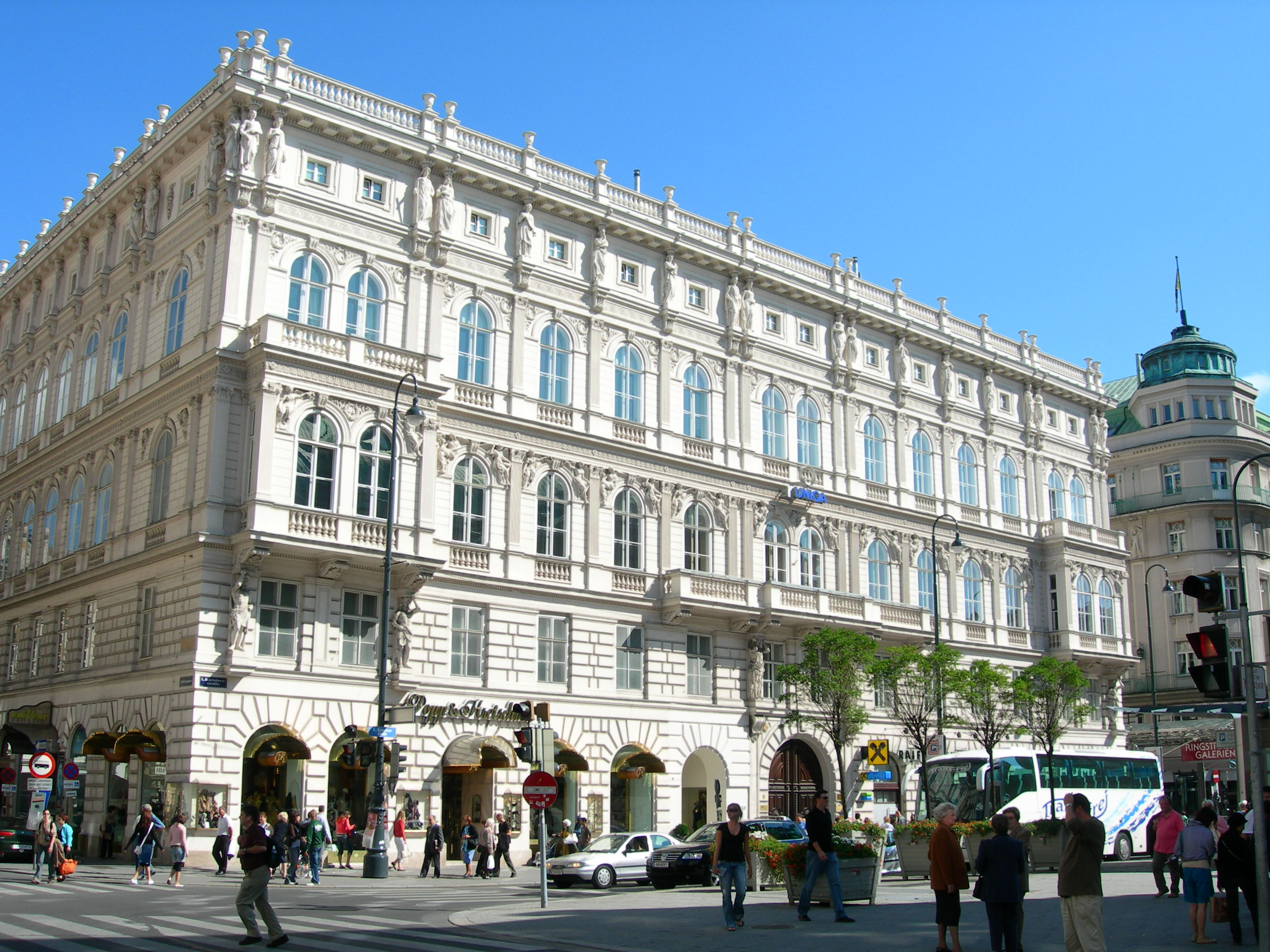
القصر